# Rączki (Nidzica)
Rączki (deutsch Rontzken, 1938–45 Hornheim) ist ein Ort in der polnischen Woiwodschaft Ermland-Masuren. Er gehört zur Gmina Nidzica (Stadt- und Landgemeinde Neidenburg) im Powiat Nidzicki (Kreis Neidenburg).

## Geographische Lage
Das Dorf Rączki liegt südlich von Frąknowo (Frankenau), östlich von Szkotowo (Skottau), nördlich von Załuski (Salusken, 1933 bis 1945 Breitenfelde) und westlich von Dobrzyn (Gutfeld) im Südwesten der Woiwodschaft Ermland-Masuren, acht Kilometer nordwestlich der Kreisstadt Nidzica (deutsch Neidenburg). Durch den Ort fließt die Neide (polnisch Nida)

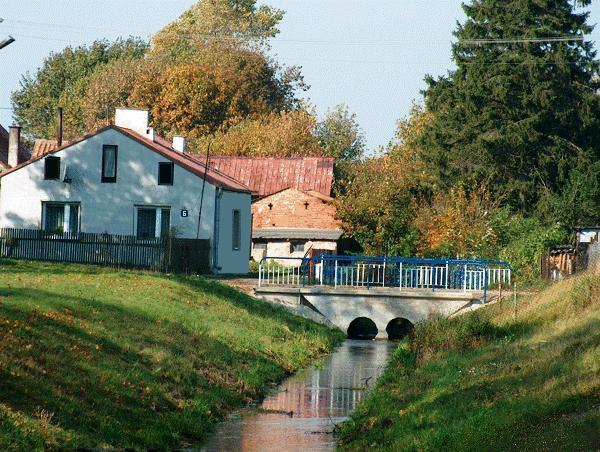
Die Nowy Most (Neue Brücke) in Rączki

## Geschichte
Rączki wurde als Rawntzky (Rontzken) 1351 gegründet. Das seitdem bestehende Gut wurde 1659 in ein Bauerndorf umgewandelt. Dieses ist insofern bemerkenswert, als dass zu dieser Zeit noch oft das Gegenteil der Fall war.
1874 wurde Rontzken in den neu errichteten Amtsbezirk Lahna (polnisch Łyna) im ostpreußischen Kreis Neidenburg eingegliedert, dem das Dorf bis 1945 zugehörte. 237 Einwohner zählte Rontzken im Jahre 1910.
Im Ersten Weltkrieg lag Rontzken 1914 im Bereich der Schlacht bei Tannenberg. Die Einwohner waren vorher ins westliche Ostpreußen geflohen. Der Ort wurde zu etwa der Hälfte zerstört, aber in kurzer Zeit wieder aufgebaut.
Aufgrund der Bestimmungen des Versailler Vertrags stimmte die Bevölkerung im Abstimmungsgebiet Allenstein, zu dem Rontzken gehörte, am 11. Juli 1920 über die weitere staatliche Zugehörigkeit zu Ostpreußen (und damit zu Deutschland) oder den Anschluss an Polen ab. In Rontzken stimmten 125 Einwohner für den Verbleib bei Ostpreußen, auf Polen entfielen keine Stimmen.
Im Jahre 1933 waren 255 Einwohner in Rontzken gemeldet. Aus politisch-ideologischen Gründen der Abwehr fremdländisch erscheinender Ortsnamen wurde das Dorf am 3. Juni – amtlich bestätigt am 16. Juli – 1938 in „Hornheim“ umbenannt. Ein Jahr später belief sich die Zahl der Einwohner auf 240. Am Ende des Zweiten Weltkrieges versuchten die Einwohner direkt vor dem Einmarsch der Roten Armee am 18. Januar 1945 zu fliehen. Schon am nächsten Tag wurde das Dorf von der sowjetischen Armee eingenommen und später an die Volksrepublik Polen übergeben. Der Ort erhielt die polnische Namensform „Rączki“ und ist heute mit dem Sitz eines Schulzenamts (polnisch Sołectwo) eine Ortschaft im Verbund der Gmina Nidzica (Stadt- und Landgemeinde Neidenburg) im Powiat Nidzicki (Kreis Neidenburg), bis 1998 der Woiwodschaft Olsztyn, seither der Woiwodschaft Ermland-Masuren zugehörig. Im Jahre 2011 zählte Rączki 144 Einwohner.

## Kirche
Rontzken resp. Hornheim war bis 1945 in die evangelische Kirche Skottau in der Kirchenprovinz Ostpreußen der Kirche der Altpreußischen Union, außerdem in die römisch-katholische Kirche Neidenburg im damaligen Bistum Ermland eingegliedert.
Heute gehört Rączki katholischerseits zur Pfarrkirche in Szkotowo im jetzigen Erzbistum Ermland, evangelischerseits zur Kirche in Gardienen (polnisch Gardyny), einer Filialkirche der Pfarrei Nidzica in der Diözese Masuren der Evangelisch-Augsburgischen Kirche in Polen.

## Schule
Eine Schule erhielt Rontzken erstmals 1859, vorher gingen die Kinder in Skottau zum Unterricht.

## Verkehr

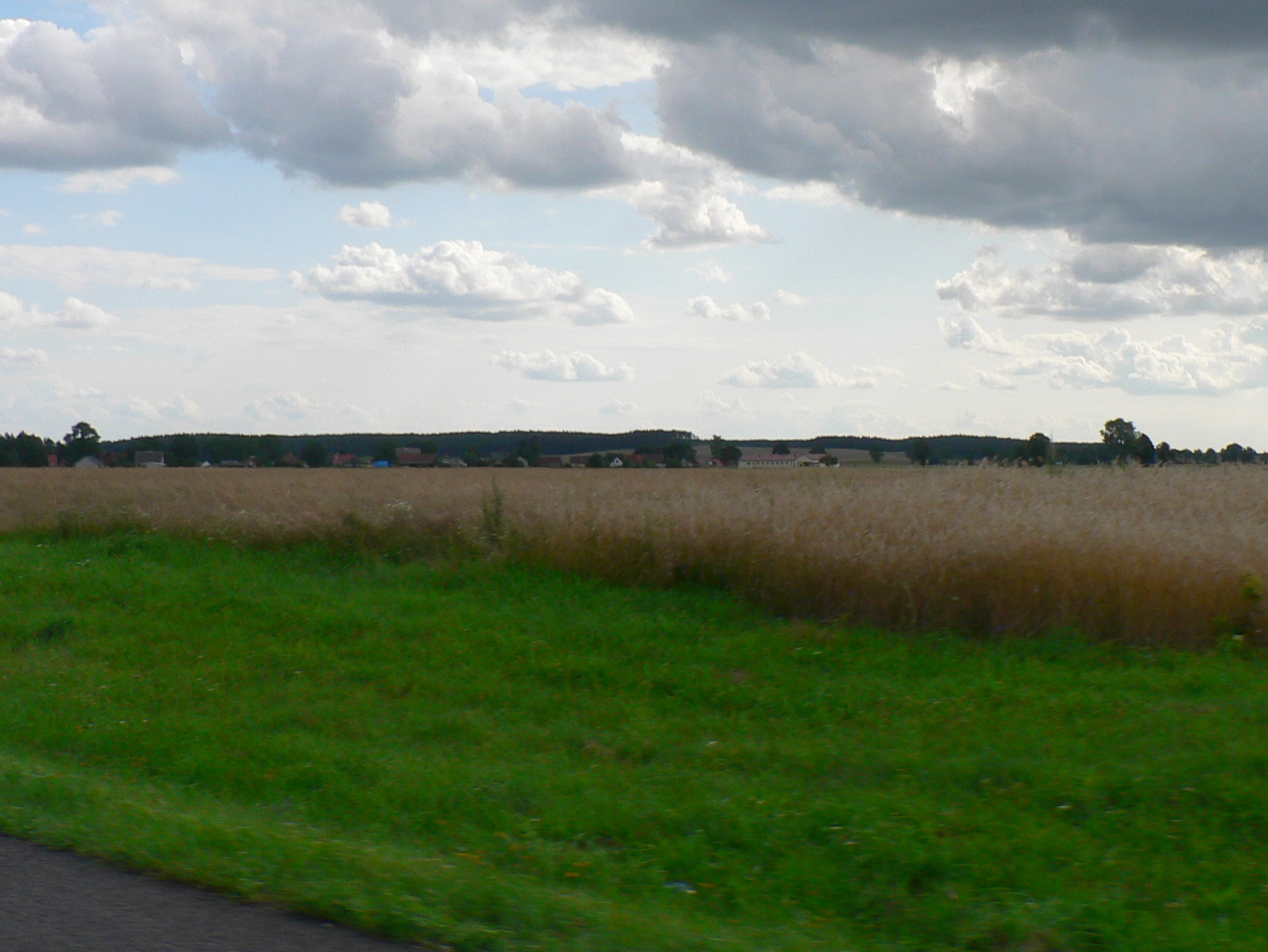
Blick auf Rączki von der alten Landesstraße 7 aus

Rączki verfügt über eine eigene Anschlussstelle an der Schnellstraße S 7 (hier auch Europastraße 77), die Danzig mit Warschau und darüber hinaus mit Rabka-Zdrój verbindet. Die Woiwodschaftsstraße 619 von Frąknowo (Frankenau) nach Załuski (Salusken, 1933 bis 1945 Breitenfelde) führt durch das Dorf, das ansonsten mit den Nachbarorten Szkotowo (Skottau) und Łyna (Lahna) und Moczysko (Adlershorst) an der Woiwodschaftsstraße 545 durch Nebenstraßen verbunden ist.
Die nächste Bahnstation ist Łyna an der Bahnstrecke Działdowo–Olsztyn (deutsch Soldau–Allenstein).